# Al Jazira Sports & Culture Club
Pour les articles homonymes, voir Al Jazira.
Ne doit pas être confondu avec Al Jazeera.
Maillots
Actualités
Dernière mise à jour : 12 juin 2025.
Le Al Jazira Sports & Culture Club (en arabe : نادي الجزيرة الرياضي الثقافي), plus couramment abrégé en Al Jazira Club ou Al Jazira FC, est un club émirati de football, fondé en 1974 et situé à Abu Dhabi.

## Histoire
Al-Jazira est créée en 1974 à la suite d'une fusion entre Khalidiyah et Al Bateen. Le club a eu du mal à rester en première division, étant relégué à plusieurs reprises au cours des années 1980 et 1990, mais connait un succès récent à la suite des investissements de Mansour bin Zayed Al Nahyan dans les années 2000. Depuis son achat, le club remporte son premier titre de champion en 2011 et deux autres titres de champion en 2017 et 2021.

## Palmarès
| Compétitions nationales | Compétitions internationales                                  |
| - Championnat des Émirats arabes unis (3) : - Champion : 2011, 2017, 2021 - Vice-champion : 2002, 2008, 2009, 2010 - Coupe des Émirats arabes unis (3) : - Vainqueur : 2011, 2012, 2016 - Finaliste : 2002 - Supercoupe des Émirats arabes unis (1) : - Vainqueur : 2021 - Finaliste : 2011, 2012, 2016, 2017 - Coupe de la UAEFA (1) : - Vainqueur : 2007 | - Coupe du Golfe des clubs champions (1) : - Vainqueur : 2007 |

## Personnalités du club

### Entraîneurs
Le tableau suivant présente la liste des entraîneurs du club depuis 1989.
| Rang | Nom                | Période   |
| ---- | ------------------ | --------- |
| 1    | Nikolay Kiselyov   | 1989-1993 |
| 2    | ?                  | 1994      |
| 3    | Nikolay Kiselyov   | 1994-1995 |
| 4    | ?                  | 1996      |
| 5    | Džemaludin Mušović | 1997-1998 |
| 6    | Rinus Israël       | 1998-1999 |

| Rang | Nom            | Période   |
| ---- | -------------- | --------- |
| 7    | ?              | 2000      |
| 8    | Jan Versleijen | 2001-2003 |
| 9    | André Wetzel   | 2004      |
| 10   | Sef Vergoossen | 2004-2005 |
| 11   | Jan Versleijen | 2006-2007 |
| 12   | László Bölöni  | 2007-2008 |

| Rang | Nom                | Période   |
| ---- | ------------------ | --------- |
| 13   | Abel Braga         | 2008-2011 |
| 14   | Alejandro Sabella  | 2011      |
| 15   | Franky Vercauteren | 2011-2012 |
| 16   | Caio Junior        | 2012      |
| 17   | Paulo Bonamigo     | 2012-2013 |
| 18   | Luis Milla         | 2013      |

| Rang | Nom          | Période   |
| ---- | ------------ | --------- |
| 19   | Walter Zenga | 2013-2014 |
| 20   | Eric Gerets  | 2014-2015 |
| 21   | Abel Braga   | 2015-     |

### Joueurs emblématiques
- Ali Mabkhout
- Khalfan Mubarak
- George Weah
- James Debbah
- Bartholomew Ogbeche
- Bonaventure Kalou
- Mohamed Kader
- Alen Bokšić
- Phillip Cocu
- Mbark Boussoufa
- Rafael Sóbis
- Ricardo Oliveira
- Roberto Brown
- Jefferson Farfán
- Lassana Diarra
- Antonin Koutouan
- Mirko Vučinić
- Nabil Fekir